# Vortice (S 502)
Le Vortice est un sous-marin de la classe Tritone série I, en service dans la Regia Marina lancé pendant la Seconde Guerre mondiale, puis en service dans la Marina Militare.

## Caractéristiques
La classe Tritone déplaçait 866 tonnes en surface et 1 068 tonnes en immersion. Les sous-marins mesuraient 63,15 mètres de long, avaient une largeur de 46,98 mètres et un tirant d'eau de 4,87 mètres. Ils avaient une profondeur de plongée opérationnelle de 130 mètres. Leur équipage comptait 6 officiers et 44 sous-officiers et marins. 
Pour la navigation de surface, les sous-marins étaient propulsés par deux moteurs diesel FIAT de 1 200 chevaux-vapeur (cv) (883 kW) chacun  entraînant deux arbres d'hélices. En immersion, chaque hélice était entraînée par un moteur électrique  CDRA de 400 chevaux-vapeur (294 kW). Ils pouvaient atteindre 16 nœuds (29,6 km/h) en surface et 8 nœuds (14,8 km/h) sous l'eau. En surface, la classe Tritone Série I avait une autonomie de 13 000 milles nautiques (24 076 km) à 8,5 nœuds (15,7 km/h); en immersion, elle avait une autonomie de 74,5 milles nautiques (138 km) à 4 nœuds (7,4 km/h).
Les sous-marins étaient armés de six tubes lance-torpilles (4 à l'avant et 2 à l'arrière) de 53,3 centimètres. Pour les combats en surface, ils étaient équipés de 1 canon de 100/47 mm et de 4 mitrailleuses Breda Model 1931 de 13,2 mm sur deux tambours rétractables.

## Construction et mise en service
Le Vortice est construit par le chantier naval Cantieri Riuniti dell'Adriatico (CRDA) de Monfalcone en Italie, et mis sur cale le 3 janvier 1942. Il est lancé le 23 février 1943 et est achevé et mis en service le 21 juin 1943. Il est commissionné le même jour dans la Regia Marina.

## Historique

### Activité de guerre pendant la Seconde Guerre mondiale
Pendant la phase finale des travaux de construction, il a été procédé au remplacement des hélices à pas constant par des hélices à pas variable, en raison de divers dysfonctionnements des premières.
Le sous-marin, construit par Cantieri Riuniti dell'Adriatico à Monfalcone, est lancé le 23 février 1943, livré à la Regia Marina le 21 juin de la même année et, sous le commandement du lieutenant de vaisseau (Tenente di vascello) Marco Revedin, est transféré à Tarente, où jusqu'en septembre il est utilisé pour l'entraînement des équipages.
Le 7 septembre 1943, le sous-marin (sous le commandement du lieutenant de vaisseau Giovanni Manunta) quitte Tarente pour sa première mission offensive, dans le cadre du " plan Zeta " visant à contrer le débarquement anglo-américain imminent à Salerne (Opération Avalanche): il doit se placer en embuscade à l'est de la Sicile, dans la mer Ionienne,,.
Le lendemain, après l'annonce de l'armistice (Armistice de Cassibile), le Vortice  se rend aux Alliés à Augusta,. Le 16 septembre, au coucher du soleil, il quitte ce port avec cinq autres sous-marins et, naviguant sous l'eau pour éviter d'être attaqué accidentellement par des avions ou des navires alliés, se dirige vers Malte où il arrive le lendemain.
Le 6 octobre 1943, il quitte l'île avec plusieurs autres unités (6 sous-marins, deux torpilleurs, un destroyer et deux unités auxiliaires) pour retourner en Italie. Le lendemain, il arrive à Naples, où il est employé à produire de l'électricité pour les installations portuaires,.
Au cours du conflit 1940-1943, le Vortice a effectué une mission offensive et deux missions de transfert, pour un total de 813 milles nautiques (1 506 km) de navigation de surface et 200 milles nautiques (371 km) de plongée.
Plus tard, il s'arrête à Tarente pour une période de travaux d'entretien effectués à l'arsenal local.
En février 1944, il est envoyé aux Bermudes, basé à New London, et est employé dans des exercices pour les unités anti-sous-marines alliées jusqu'à la fin des hostilités,.

### Le Vortice et la reconstruction de la flotte sous-marine italienne
Ramené à Tarente en 1945 à la fin de la guerre, il aurait dû être remis à la France selon les termes du traité de paix, mais la France refuse la livraison, mais ordonne la démolition de l'unité.
Le 1er février 1948, le Vortice est désarmé avec le reste de la flotte sous-marine italienne.
Officiellement transformé en ponton de charge de batteries,,, il porte la marque V. 1 en 1950.
En réalité, la nouvelle utilisation n'est qu'un stratagème pour éviter la démolition. En fait, le Vortice et un autre sous-marin, le Giada (V 2), qui a subi un sort similaire, sont secrètement employés pour la formation des sous-mariniers et pour les exercices des unités anti-sous-marines: les deux sous-marins, dans le plus grand secret, sortent en mer pendant les heures nocturnes avec des camouflages appropriés, tels que des superstructures qui snt furtivement débarquées après la sortie du canal navigable de Tarente et effectuent des plongées, des émersions et de courtes croisières qui permettent de former les premiers noyaux de sous-mariniers de la Marina Militare.
Lorsque, en 1952, les clauses du traité de paix qui interdisaient à l'Italie de posséder des sous-marins ont pris fin et que l'Italie a rejoint l'OTAN, dans le cadre d'un programme de modernisation de la marine commencé en 1950, la reconstitution de la composante sous-marine a également été initiée, avec la récupération et la mise en service de ces deux sous-marins de guerre qui ont pu reprendre leur nom, ainsi qu'un troisième sous-marin, le Bario, récupéré après avoir été coulé pendant la guerre et rebaptisé Pietro Calvi,.
Ces trois sous-marins, ainsi que ceux de la classe Gato cédés par les États-Unis, constituent le premier noyau de la force sous-marine de la Marina Militare. Ce sont les sous-mariniers qui s'étaient entraînés de façon semi-clandestine sur le Giada et le Vortice qui prennent livraison des sous-marins Tazzoli et Leonardo Da Vinci, les deux premiers navires d'une série donnée par l'US Navy à la Marina Militare dans le cadre du programme d'assistance militaire et qui, pendant quelques décennies, constituent sa force sous-marine.
Le Vortice, dans la période 1953-54, subit des travaux de modernisation radicale, sous le commandement du capitaine de corvette (Capitano di Corvetta) Aredio Galzigna (1913-2010) qui a suivi les phases d'aménagement. Ces travaux impliquent un profil différent de la fausse tour et la suppression des tubes lance-torpilles arrière, tandis que les mitrailleuses et le canon avant sont préalablement débarqués et que la plate-forme avant a été retirée; l'unité est également équipée d'un radar,,.
Après les travaux de modernisation, le Vortice reprend du service en 1954 en tant qu'unité d'entraînement, et pour l'entraînement anti-sous-marin des navires de surface et des avions, opérant de manière intensive jusqu'au déclassement définitif le 1er juillet 1967,,.
Le sous-marin est définitivement désarmé le 1er août suivant, puis mis à la ferraille.